# Barenghi (cognome)
Barenghi è un cognome di lingua italiana.

## Varianti
Barengo.

## Origine e diffusione
Cognome tipicamente settentrionale, è presente prevalentemente in Piemonte e Lombardia.
Potrebbe derivare dal toponimo Barengo; alternativamente, potrebbe derivare dal prenome medioevale di origine germanica Baringus.

## Persone
- Riccardo Barenghi, giornalista italiano